# 亚伯拉罕葡萄园

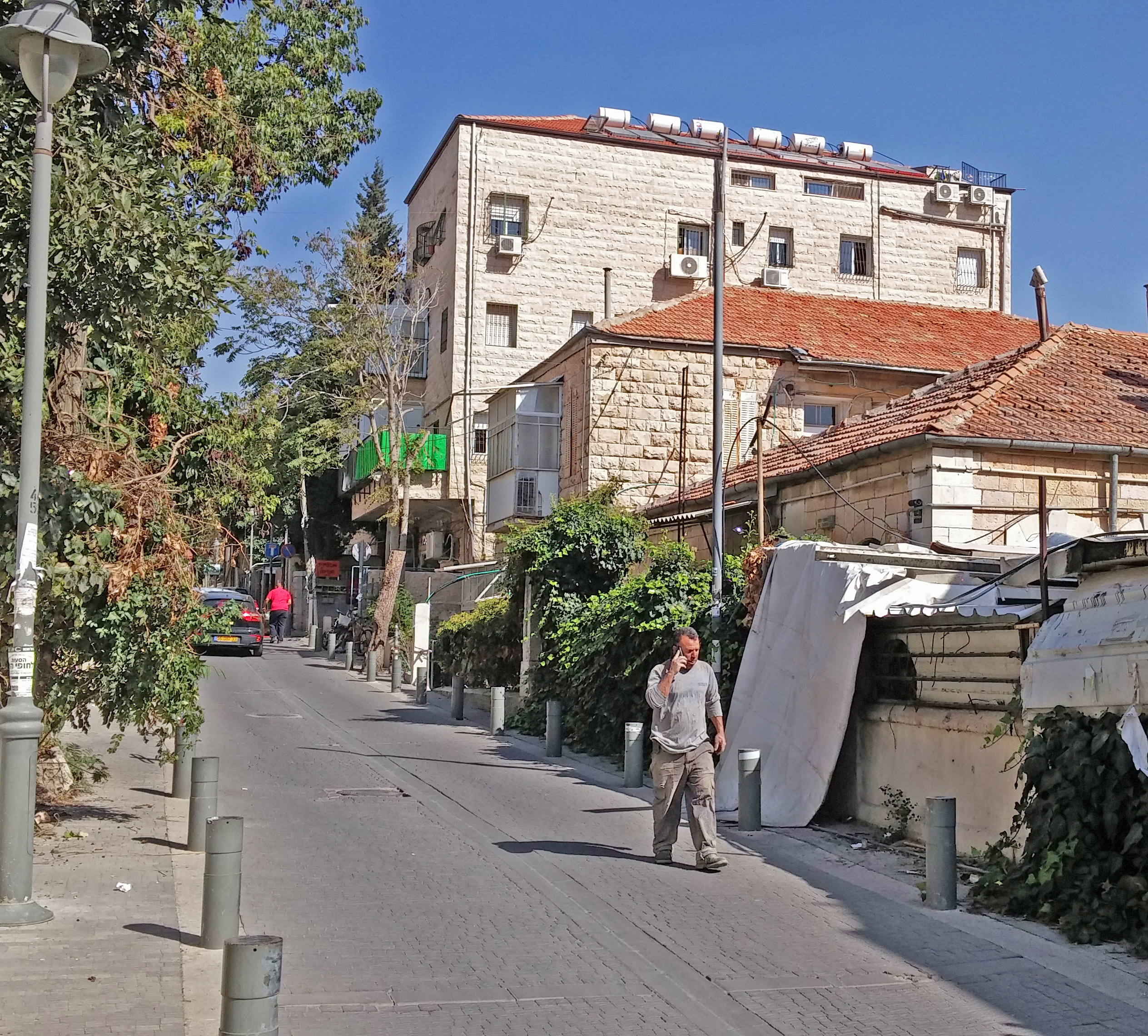

亚伯拉罕葡萄园（希伯來語：‎）是以色列耶路撒冷中心的一个社区，成立于1855年。其周边分别是以色列列王街、Yechezkel街，Tzefanya街和施内勒尔大院。

## 历史

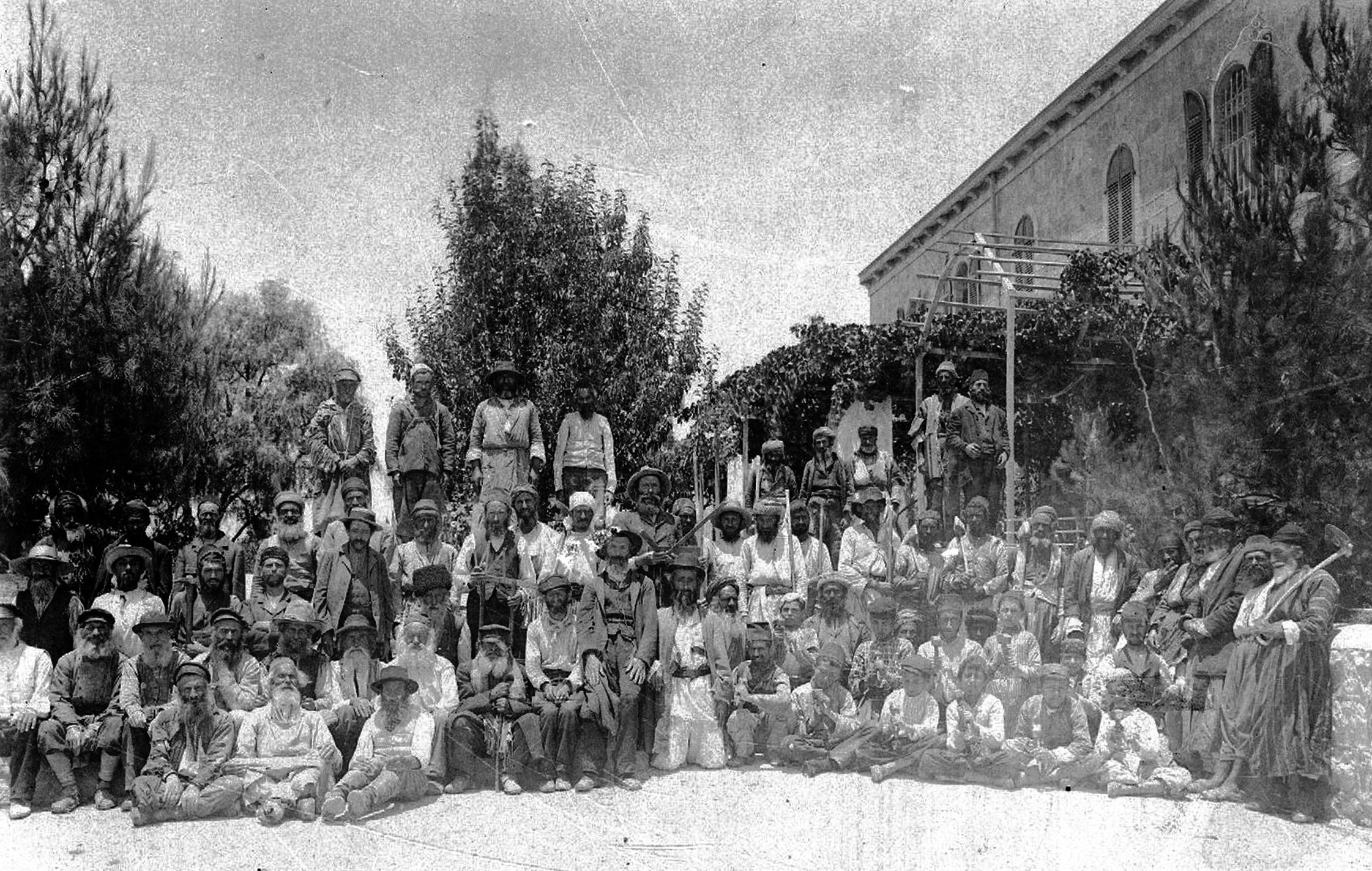
犹太工人在亚伯拉罕葡萄园

亚伯拉罕葡萄园由英国驻耶路撒冷领事詹姆斯·芬恩建立。芬恩是一个虔诚的基督徒，属于伦敦犹太人布道会，但他在耶路撒冷的年间，没有进行宣教工作。伦敦会促进基督教当中犹太人。
1853年，芬恩购买亚伯拉罕葡萄园，这是耶路撒冷老城城墙外的10英亩贫瘠的土地。在那里，他训练犹太人从事农业和其他行业，使他们能够自食其力，而不是依赖于福利分配。 经理是个基督徒名叫邓恩，据信是但支派的后代。
1855年，芬恩雇用犹太工人在此建造房屋和蓄水池。
芬恩去世后，他的遗孀建立一个肥皂制造工厂，生产优质洁净的肥皂，在当地销售，并出口到国外。肥皂是由橄榄油制成。
以色列小说家阿摩斯·奥兹于1940年代在亚伯拉罕葡萄园成长。今天亚伯拉罕葡萄园大多数居民属于犹太教正统派。